# Allée couverte von Saint-Nizon

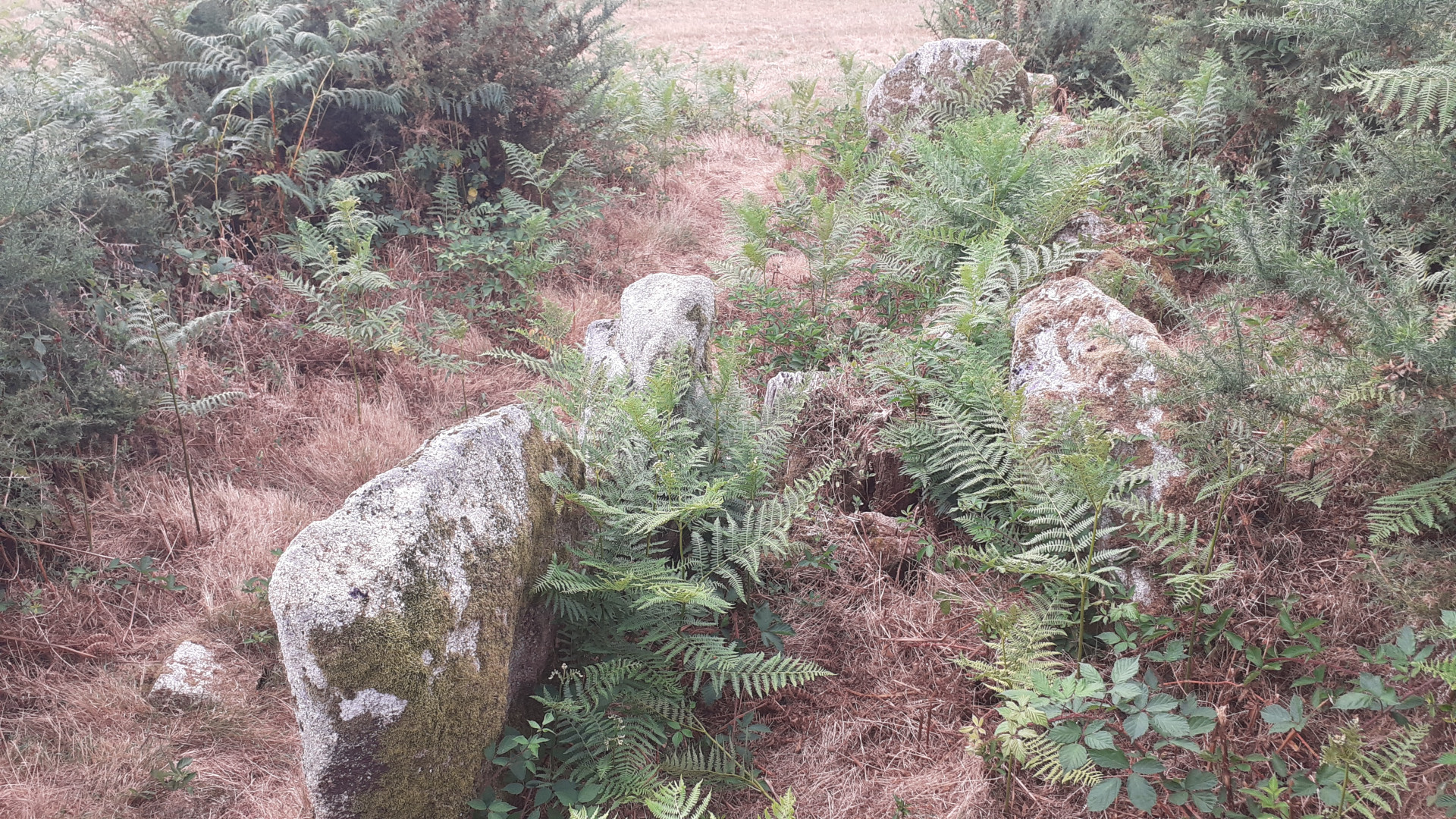
Allée couverte von Saint-Nizon

Die Allée couverte von Saint-Nizon ist ein Galeriegrab westlich von Malguénac im Norden des Département Morbihan in der Bretagne in Frankreich. Die etwa 10,0 m lange, Südost-Nordwest-orientierte Megalithanlage liegt auf einem kleinen Hügel, etwa 400 m südlich des Weilers Saint-Nicolas.
Vom ursprünglichen Denkmal sind acht Orthostaten in situ verblieben; mehrere andere liegen am Boden. Es ist möglich, dass die Kammer am westlichen Ende nicht mit dem Rest in Verbindung stand. 1904 erfolgte Ausgrabungen erbrachten die Existenz einer Pflasterung.
Das Galeriegrab aus der Jungsteinzeit wurde 1963 als Monument historique eingestuft.